# ABN AMRO MeesPierson

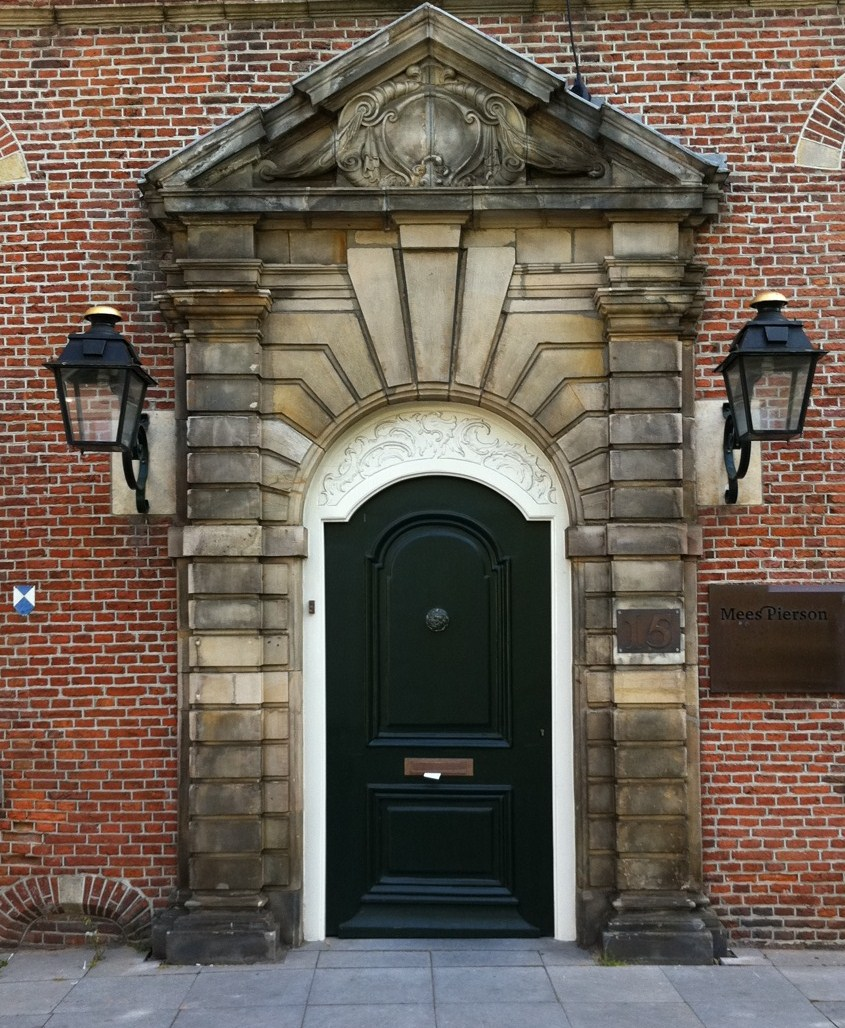
Nummer 13, aan de Kneuterdijk op de hoek van het Lange Voorhout, was de Haagse vestiging van Bank Mees & Hope

ABN AMRO MeesPierson is het private banking onderdeel van ABN AMRO, waarin de Staat der Nederlanden sinds de bankencrisis een meerderheidsbelang heeft gehad tot medio 2023. MeesPierson is voortgekomen uit een fusie tussen Bank Mees & Hope en Pierson, Heldring & Pierson en kent een bewogen geschiedenis van fusies en overnames.

## Historie
- In Rotterdam begon de familie Mees in 1720 met de financiering van de handel. Dit is het prille begin van MeesPierson onder de naam R. Mees & Zoonen.
- In Amsterdam kwam in 1762 de vennootschap Hope & Co tot stand.
- De oprichting van de vennootschap Boissevain & Co./Pierson & Co vond in 1875 plaats in Amsterdam.
- In 1879 werd in Den Haag de vennootschap Heldring & Pierson opgericht.
- Enkele jaren later ontstaan de Nederlandsche Bank voor Zuid-Afrika en De Transvaalsche Handelsbank.

## Fusies
- In 1925 fuseren De Nederlandsche Bank voor Zuid-Afrika en de Transvaalsche Handelsbank en gaan samen verder onder de naam Nederlandsche Bank voor Zuid-Afrika.
- In 1942 fuseren de vennootschap Boissevain & Co./Pierson & Co. en de vennootschap Heldring & Pierson. De twee vennootschappen verdwijnen en gaan verder onder Pierson, Heldring & Pierson.
- De vennootschappen R. Mees & Zoonen en Hope & Co. fuseren in 1962 tot Bank Mees & Hope.
- Pierson Heldring & Pierson sloot in 1967 een verregaand samenwerkingsverband met de Utrechtse "Bank Vlaer & Kol"
- Voortgekomen uit de fusie van Mees & Hope en de Nederlandse Overzee Bank ontstaat in 1969 de Bank Mees & Hope.
- In 1975 werd Bank Mees & Hope onderdeel van de Algemene Bank Nederland (ABN) en werd Pierson, Heldring & Pierson een volledige dochter van de AMRO Bank. Toen ABN en AMRO in 1991 fuseerden tot ABN AMRO werden de dochters drie jaar later samengevoegd tot MeesPierson.

## Overname door Fortis
In september 1996 werd MeesPierson te koop aangeboden aan Fortis. Fortis kreeg twee dagen de tijd om met een bod te komen en een dataroom met een beperkte hoeveelheid gegevens werd opengesteld. Veel informatie ontbrak waaronder de notitie dat MeesPierson sinds medio 1995 onder verhoogd toezicht stond van De Nederlandsche Bank (DNB) vanwege grote buitenlandse verliezen op het gebied van de handel in effecten en de financiering van grondstoffen. Met deze informatie en een grondiger boekenonderzoek slaagde Fortis erin de overnamesom met circa 600 miljoen euro te drukken tot 1,1 miljard euro. MeesPierson was een belangrijke uitbreiding van de bankactiviteiten van Fortis. MeesPierson telde zo’n 4000 werknemers, had veel bedrijven als klant en ook een groot vermogen onder beheer. In oktober 1996 werd de acquisitie publiek bekendgemaakt.
Na de overname werden andere private banking-onderdelen toegevoegd aan MeesPierson, zoals die van de Belgische Generale Bank en de Zwitserse Compagnie de Gestion et de Banque Gonet. De Banque Générale du Luxembourg en het Spaanse Beta Capital volgden. Hiermee werd MeesPierson de grootste private bank van de Benelux en behoorde het tot de top-10 van Europa.
In 2005 besloot Fortis wereldwijd alle activiteiten onder dezelfde naam te brengen. Daarom gingen de private banking-activiteiten verder onder de naam Fortis Private Banking. Vanwege de kracht en historie die de naam MeesPierson in Nederland vertegenwoordigt, werd een uitzondering gemaakt: MeesPierson werd Fortis MeesPierson. Op 15 januari 2009 verdween het "Fortis" weer uit de naam en ging de bank in Nederland als MeesPierson verder.

## Terug bij ABN AMRO
In 2008 kwam Fortis in zwaar weer en ging ten onder. Op 1 juli 2010 zijn ABN AMRO en Fortis Bank in Nederland gefuseerd. ABN AMRO Private Banking en MeesPierson zijn vanaf die datum samen verder onder de naam ABN AMRO MeesPierson. Algemeen directeur Jos ter Avest werd in 2017 opgevolgd door Pieter van Mierlo. 
ABN AMRO en Triodos Bank deelden sinds 2005 hun ervaring, expertise en middelen voor duurzaam vermogensbeheer in de joint venture Triodos MeesPierson (TMP) waar ze beide voor 50% in zaten. Eind 2016 had TMP 4,3 miljard euro onder beheer, waarvan 3,6 miljard euro van ABN AMRO-klanten en 702 miljoen van Triodos-klanten. Op 1 januari 2018 werd de joint venture weer beëindigd, omdat zogezegd duurzaam beleggen inmiddels meer algemeen is.